# Nulmorfeem
Nulmorfeem is een term uit de taalkunde die verwijst naar een klankloos lid van een oppositie of paradigma (met andere woorden, het is een morfeem zonder klankvorm). Een nulmorfeem verschilt van een nulallomorf doordat het niet alterneert met een zichtbaar morfeem. 
De getalsuitgangen van zelfstandige naamwoorden in het Nederlands, bijvoorbeeld, vormen een oppositie nul/-en (boek/boeken); de persoonsuitgangen van werkwoorden in het Nederlands vormen in het presens een paradigma nul/-t/-en (loop/loop-t/lop-en).
Het nulmorfeem is gemotiveerd vanuit de gedachte dat de afwezigheid van een teken ook een teken kan zijn.

## Terminologie
Termen die verwijzen naar het nulmorfeem kunnen in plaats van met nul ook met zero gevormd zijn.
De betekenisvolle afwezigheid van een teken heet bij Saussure signe zéro.
Wanneer we een morfeem opvatten als een abstracte grammaticale categorie, zoals Bloomfield doet, dan heten de elementen die die categorie uitdrukken alternanten; het nulmorfeem heet dan nul-alternant. (Het morfeem GETAL in het Nederlands, bijvoorbeeld, heeft een nulalternant voor de waarde 'enkelvoud'.)
Een nulmorfeem dat een zelfstandige rol speelt in de syntaxis van een taal wordt een lege categorie genoemd.
Een nultrap is geen nulmorfeem, maar de meest gereduceerde vorm in een ablautreeks.

## Notatie
Het nulmorfeem wordt genoteerd met het cijfer 0 of met het lege-verzameling-symbool Ø.

## Geschiedenis
Het nulmorfeem komt het eerst voor in het grammaticale werk van de Indiër Pāṇini (verm. 4e eeuw voor het begin van de jaartelling). Pāṇini stelt voor zelfstandige naamwoorden in het Sanskriet een regelmatige structuur voor die bestaat uit een wortel, een stamvormend suffix, en een uitgang; is het suffix niet waarneembaar, dan spreekt hij van een nul-suffix (de term morfeem dateert eerst uit de 20e eeuw). Dit nulsuffix speelt ook een belangrijke rol in de vergelijkende Indo-Europese taalwetenschap van de 19e en begin 20e eeuw. Van daaruit deed het nulmorfeem zijn intrede in het 
structuralisme, met name via Saussure en Bloomfield. Saussure observeert in zijn Cours de linguistique générale (1916) dat 'talen genoeg hebben aan een tegenstelling tussen iets en niets' (p. 124), zodat het dus onnodig is om twee tegengestelde waarden (bijvoorbeeld enkelvoud en meervoud) met behulp van twee waarneembare morfemen uit te drukken. Bloomfield stelt in aansluiting daarop (A set of postulates for linguistic theory, 1926) dat ook de afwezigheid van klank gezien kan worden als een klank- of vormalternant, een nul-element.

## Motivatie
Een nulmorfeem kan gemotiveerd worden via een redenering als de volgende.
Als persoonsvorm gedefinieerd is als de vorm van een werkwoord die in bepaalde kenmerken met het 
subject overeenkomt, dan moet loop in ik loop een persoonsvorm zijn (het draagt het kenmerk 1ste persoon enkelvoud). Maar het element loop komt ook terug in de vorm loop-t in hij loopt, waar het suffix -t het kenmerk 3e persoon enkelvoud uitdrukt, en loop dus géén persoonsvorm kan zijn. Wat is loop nu, een persoonsvorm of niet? 
Met behulp van het nulmorfeem kan deze vraag eenvoudig beantwoord worden. De klankvorm loop correspondeert met twee verschillende morfologische elementen: enerzijds de stam LOOP die de basis vormt voor alle persoonsvormen, maar zelf nooit persoonsvorm is, en anderzijds de persoonsvorm loop-Ø die bestaat uit LOOP en een nulmorfeem met het kenmerk 1ste persoon enkelvoud (net zoals loop-t bestaat uit LOOP en een morfeem -t met het kenmerk 2e/3e persoon enkelvoud).